# 倉橋えりか
倉橋 えりか（くらはし えりか、1972年3月12日 - ）は、日本の漫画家。奈良県出身。代表作は『世紀末のエンジェル』、『MAXラブリー!』。

## 来歴
1988年、「きっとこんな雪に」（『りぼんオリジナル』秋の号（集英社）掲載）でデビュー。その後『りぼん』（集英社）にて執筆活動を展開。「世紀末のエンジェル」などを手がけたのち、活動拠点を『RIBONオリジナル』（集英社）に移行。
2006年、『RIBONオリジナル』が休刊。その後は『りぼん超びっくり大増刊号』、『りぼん大増刊号 りぼんスペシャル』にて執筆活動を展開。

## 作品の特徴
関西弁を話す人物をしばしば登場させ、その人物がストーリー上、重要な位置付けにあることが多い。倉橋自身も関西地方（奈良県）の出身である。

## 作品リスト

### 連載
- 乙女ちっく戦争（『りぼんオリジナル』1994年2月号 - 6月号・1995年2月号、『りぼん』1994年7月号 - 9月号）
  - 番外編（『りぼん』1995年初夏のびっくり大増刊号）
- チェリーズに乾杯!（『りぼん』1994年12月号 - 1995年5月号）
- 君の瞳はミラクル（『りぼんオリジナル』1995年10月号 - 1996年4月号）
  - 番外編（『りぼんオリジナル』1996年10月号）
- シンデレラは眠れない（『りぼん』1996年7月号 - 1997年1月号）
  - シンデレラは眠れない～君がいるだけで～（『りぼんオリジナル』1997年2月号）
- アリスの星（『りぼん』1997年7月号 - 12月号、『りぼんオリジナル』1997年10月号）
  - 番外編（『りぼんオリジナル』1998年2月号）
- ラブラブ・ショック!（『りぼん』1999年1月号 - 5月号）
- 世紀末のエンジェル（『りぼん』1999年12月号 - 2001年7月号）
  - 番外編～姫しゃまI・NO・CHI～（『りぼん』2000年夏休みおたのしみ増刊号）
  - RED MOON（番外編、『りぼんオリジナル』2001年8月号）
- MAXラブリー!（『りぼん』2001年12月号 - 2004年1月号）
  - 番外編 Only My Love（『りぼん』2002年夏休みおたのしみ増刊号）
  - MAXラブリー!特別編～早咲き桜前線～（『りぼんオリジナル』2004年2月号）
- カリスマ・ドール（『りぼん』2004年4月号 - 2005年2月号）
  - 番外編 キックの少年（『りぼん』2004年夏休みびっくり大増刊号）
- セレブリティ友好条約（『りぼんオリジナル』2005年12月号 - 2006年4月号）
  - モノトーン・ラビッツ（番外編、『RIBONオリジナル』2006年6月号）
- ブランド「Peace」（『りぼん』2006年夏休み超びっくり大増刊号 - 2008年夏休み大増刊号りぼんスペシャル）
- メタリック・カラーズ（『りぼん』2009年冬休み大増刊号りぼんスペシャル - 2010年冬休み大増刊号りぼんスペシャル）

### 読切
- きっとこんな雪に（『りぼんオリジナル』1988年秋の号）
- 雨あがりのDream（『りぼんオリジナル』1989年秋の号）
- 月夜のサンタクロース（『りぼんオリジナル』1989年冬の号）
- 金色のときがすぎても（『りぼんオリジナル』1990年春の号）
- チョコミント・メモリー（『りぼん』1990年7月号）
- ブルーの羽根をもってる（『りぼんオリジナル』1990年冬の号）
- 4月のひまわり（『りぼん』1991年春のびっくり大増刊号）
- いつもホット・パラダイス（『りぼんオリジナル』1991年夏の号）
- これからのシグナル（『りぼんオリジナル』1992年早春の号）
- セーラー・エンジェル（『りぼん』1992年春のびっくり大増刊号）
- プラスティックのU・F・O（『りぼん』1992年夏のびっくり大増刊号）
- ガールじゃいられない（『りぼんオリジナル』1992年夏の号）
- サラダにKISS（『りぼんオリジナル』1992年冬の号）
- ハートがSKIP!（『りぼん』1993年春のびっくり大増刊号）
- あいつはサマー・ボーイ（『りぼん』1993年7月号）
- ふしぎの国のツインクル（『りぼん』1996年冬休みおたのしみ増刊号）
- 桜の花は恋心（『りぼん』1997年5月ティーンズ増刊号）
- 食べ物にとりつかれやすい私（『りぼん』1998年ティーンズ新春増刊号）
- 姫とジョーカー（『りぼん』1998年春のびっくり大増刊号）
- ストロベリー・キッス（『りぼんオリジナル』1998年8月号）
- MISSプリンス（『りぼん』1998年9月号）
- 小学校時代の 愛と感動のメモリー!!（『りぼん』1998年夏休みおたのしみ増刊号）
- ラッキー☆フラワーズ（『りぼんオリジナル』1998年10月号）
- ホワイト・カレンダー（『りぼん』1999年初夏のびっくり大増刊号）
- 女神はキミにほほえんだ（『りぼん』1999年9月号）
- ごめ～ん、ウソ（『りぼんオリジナル』2000年4月号）
- 私の（体験したコトない）霊体験（『りぼん』2001年冬休みおたのしみ増刊号）
- おたのしみエッセイまんが大特集!! 脱・インドア生活!!（『りぼん』2004年冬休みびっくり大増刊号）
- 冬眠終了…! 東京取材ツアー日記（『りぼん』2004年春のびっくり大増刊号）
- ジュエリー★EYES（『りぼんオリジナル』2005年4月号）
- 激愛10カウント（『りぼん』2005年5月号）
- 反逆者のテリトリー（『りぼんオリジナル』2005年8月号）

## 書誌情報
すべて集英社りぼんマスコットコミックス刊。
- 金色のときがすぎても（1990年11月1日発売、ISBN 978-4088535456）
  - 併録作品「チョコミント・メモリー」「月夜のサンタクロース」「雨あがりのDream」「きっとこんな雪に」
- これからのシグナル（1992年6月1日発売、ISBN 978-4088536170）
  - 併録作品「いつもホット・パラダイス」「4月のひまわり」「ブルーの羽根をもってる」
- セーラー・エンジェル（1992年12月1日発売、ISBN 978-4088536439）
  - 併録作品「プラスティックのU・F・O」「ガールじゃいられない」
- ハートがSKIP!(1993年10月1日発売、ISBN 978-4088536958）
  - 併録作品「サラダにKISS」
- 乙女ちっく戦争（前・後）

1. （前編）1994年11月1日発売、ISBN 978-4088537665（併録作品「あいつはサマー・ボーイ」）
2. （後編）1995年5月1日発売、ISBN 978-4088537986

- チェリーズに乾杯!（1995年8月1日発売、ISBN 978-4088538112）
- 君の瞳はミラクル（1996年7月1日発売、ISBN 978-4088538686）
- シンデレラは眠れない（全2巻）

1. 1997年3月1日発売、ISBN 978-4088560083（併録作品「君の瞳はミラクル 番外編」）
2. 1997年6月1日発売、ISBN 978-4088560229（併録作品「乙女ちっく戦争番外編」）

- アリスの星(前・後)

1. （前編）1998年4月1日発売、ISBN 978-4088560748（併録作品「桜の花は恋心」）
2. （後編）1998年8月1日発売、ISBN 978-4088560960（併録作品「姫とジョーカー」「ふしぎの国のツインクル」）

- ラブラブ・ショック!（1999年8月1日発売、ISBN 978-4088561608）
- Missプリンス（1999年12月1日発売、ISBN 978-4088561820）
  - 併録作品「ストロベリー・キッス」「ホワイト・カレンダー」
- 世紀末のエンジェル（全4巻）

1. 2000年6月1日発売、ISBN 978-4088562131
2. 2000年11月1日発売、ISBN 978-4088562384
3. 2001年4月1日発売、ISBN 978-4088562742
4. 2001年10月1日発売、ISBN 978-4088563206

- MAXラブリー!（全5巻）

1. 2002年6月14日発売、ISBN 978-4088563817（併録作品「私の（体験したコトない）霊体験」）
2. 2002年12月11日発売、ISBN 978-4088564241
3. 2003年5月15日発売、ISBN 978-4088564593（併録作品「女神はキミにほほえんだ」）
4. 2003年10月15日発売、ISBN 978-4088564968
5. 2004年3月15日発売、ISBN 978-4088565255

- カリスマ・ドール（全2巻）

1. 2004年11月15日発売、ISBN 978-4088565736（併録作品「脱・インドア生活!!」「MAXラブリー!特別編～早咲き桜前線～」「冬眠終了…! 東京取材ツアー日記」）
2. 2005年5月13日発売、ISBN 978-4088566085

- ジュエリー★EYES（2006年2月15日発売、ISBN 978-4088566696）
  - 併録作品「激愛10カウント」「反逆者のテリトリー」「ラッキー☆フラワーズ」
- セレブリティ友好条約（2006年8月11日発売、ISBN 978-4088566993）
- ブランド「Peace」（全2巻）

1. 2007年10月15日発売、ISBN 978-4088567785
2. 2008年9月12日発売、ISBN 978-4088568409

- メタリック・カラーズ（2010年4月15日発売、ISBN 978-4088670508）

### アンソロジー
- りぼん新人まんが傑作集7 7色の季節（1989年4月1日発売、ISBN 978-4088534824）
  - 「きっとこんな雪に」収録。